# 多利尼夫卡 (布魯西利夫區)
50°9′55″N 29°26′27″E / 50.16528°N 29.44083°E
多利尼夫卡（烏克蘭語：Долинівка）是烏克蘭北部的村莊，隸屬日托米爾州的日托米爾區。該村始建於1590年，面積57.92平方公里，海拔高度198米，2001年人口439，人口密度每平方公里7.58人。